# Dienes Gábor
Dienes Gábor (Debrecen, 1948. március 12. – Budapest, 2010. július 5.) Munkácsy Mihály-díjas festőművész, főiskolai tanár.

## Életpályája
1962 és 1966 között a Budapesti Képző- és Iparművészeti Szakközépiskola, majd 1966 és 1972 között a Magyar Képzőművészeti Főiskola hallgatója volt - mesterei Bernáth Aurél és Iván Szilárd voltak. Dienes 1970-től volt a tagja a Művészeti Alapnak. 1974 és 1997 között  a Magyar Képzőművészeti Főiskola tanára volt. Az 1975-ben alapított  Csongrádi művésztelep alapítói közé tartozott.
Madonna domborművel díszített sírja a Fiumei úti sírkertben található (41-U-44).

## Díjai, elismerései
- 1975-1978. Derkovits-ösztöndíj
- 1976. Festival de la Peinture, Cagnes-sur-Mer közönségdíja
- 1980. Munkácsy Mihály-díj
- 1986. Szegedi Nyári Tárlat díja
- 1989. Érdemes művész
- 2001. A Magyar művészetért díj

## Egyéni kiállításai
- 1973. Kastélymúzeum, Ráckeve
- 1974. Józsefvárosi Galéria – Budapest
- 1977. Mensch Galerie - Hamburg
- 1981. Kara Galerie  - Genf
- 1983. Petőfi Sándor Művelődési Központ  - Esztergom
- 1984. Mensch Galerie - Hamburg
- 1987. Zwischen Himmel und Erde, Galerie Boisserée - Köln, Kunstbetrieb  - Dachau
- 1988. Vigadó Galéria – Budapest ; Mátészalkai Városi Központ – Mátészalka
- 1990. Tambaran Gallery - Surrey Hotel – New York
- 1996. Galeris Zichy - Leiden, Borsos Galerie – Stuttgart
- 1997. Tallinn, Magyar Intézet – Helsinki
- 1999. Szombathelyi Tavaszi Fesztivál - Savaria Tourist Galéria – Szombathely
- 2001. Körmendi Galéria - Sopron
- 2005. Körmendi Galéria - Budapest

## Csoportos kiállításai
- 1974. Stúdió '74 - Ernst Múzeum,  IV. Országos Akvarell Biennálé Eger
- 1975. Jubileumi Képzőművészeti Kiállítás - Műcsarnok – Budapest, I. Szolnoki Festészeti Triennálé Szolnok, Vásárhelyi Őszi Tárlat Hódmezővásárhely, Stúdió '75., Ernst Múzeum
- 1976. Festival de la Peinture - Cagnes-sur-Mer – Franciaország
- 1977. Intkunst Bécs
- 1978. A Fiatal Képzőművészek Stúdiója Egyesület kiállítása - Grand Palais – Párizs, I. Nemzetközi Rajz Biennálé – Nürnberg
- 1980. Stúdió '80 - Műcsarnok – Budapest, XXXIX. velencei biennále – Velence
- 1981. Art '81 – Bázel,  Stúdió '81 - Szeged
- 1982. Stúdió '82 – Műcsarnok – Budapest, VIII. Országos Akvarell Biennálé – Eger, Philips Ontspannings Centrum Eindhoven, Hungart Expo – Budapest, Magyar Napok – Hamburg, Bécs
- 1983. Stúdió '83 - Ernst Múzeum – Budapest, Hungarian Graphics-First World Trade – New Orleans, Lírai grafika - Óbuda Galéria – Budapest, Fiatal magyar művészek – Kunstverein - Rathaus Gauting, Magyar Napok – Moszkva, Mai magyar grafika és rajzművészet - Magyar Nemzeti Galéria – Budapest, Stúdió '83 - Ernst Múzeum – Budapest
- 1984. Országos Képzőművészeti kiállítás '84 – Műcsarnok – Budapest, Risse Galerie - Hochstadt-Wessling, Szegedi Nyári Tárlat – Szeged, II. Országos Rajzbiennálé - Nógrádi Sándor Múzeum – Salgótarján, Csongrádi Művésztelep kiállítása - Művelődési Ház – Csongrád
- 1985, Kunstverein – Dachau,  SIGAM '85 – Montréal, 40 alkotó év – Műcsarnok – Budapest
- 1986. Szegedi Nyári Tárlat – Szeged, X. Országos Akvarell Biennálé - Tábornok Ház – Eger, Salgótarjáni Egyedi Rajzkiállítás – Salgótarján
- 1987. •  Kortárs Magyar Képzőművészet - Galerie der Künstler - München, Magyar Kulturális Napok - Dortmund, Art '87 - Bázel, Galerie Alte Fredenbecker - Fredenbeck, Eduard Nakhamkin Fine Arts - New York
- 1988. Magyar festészet a XX. Században - National Galerie – Berlin, Bécs
- 1995. Körmendi Galéria - Budapest - Katona Zsuzsával, MHB IMMO Art Galéria Katona Zsuzsával
- 1996. Hollandia - Katona Zsuzsával
- 1997. Chefs-d'ouvre de la peinture et de la sculpture contemporaines hongroises, OMPI/Organisation Mondiale de la Propriété Intellectuelle (Körmendi-Csák Gyűjtemény) - Genf, Szolnoki Galéria - Szolnok, Humanity and Values (Körmendi-Csák Gyűjtemény) - WIC Rotunda - Bécs
- 1999. Társalgó Értelmiségi Klub - Budapest - Katona Zsuzsával, Zalaegerszeg Kő Pállal, Búcsú a XX. Századtól - Magyar Nemzeti Galéria - Budapest.
- 2001. Kortárs Magyar Művészet a Körmendi-Csák Gyűjteményben - Tallinn
- 2003. Vigadó Galéria - Budapest - Katona Zsuzsával
- 2005. A.P.A.!- Ateliers Pro Arts művészeti központ - Mozgásban
- 2006. Vychodoslovenska Galéria - Kassa, Zapadoceska Galéria - Plzen
- 2009. Regionális Összművészeti Központ - Nagy Gáborral

## Köztéri művek
- 1980. Útirajz - Várkonyi N. Könyvtár – Pécs
- 1986. Nászrepülés - Házasságkötő Terem – Tamási
- 1987. Csatakép - Dobó István Gimnázium – Eger